# 소실가옥 지평

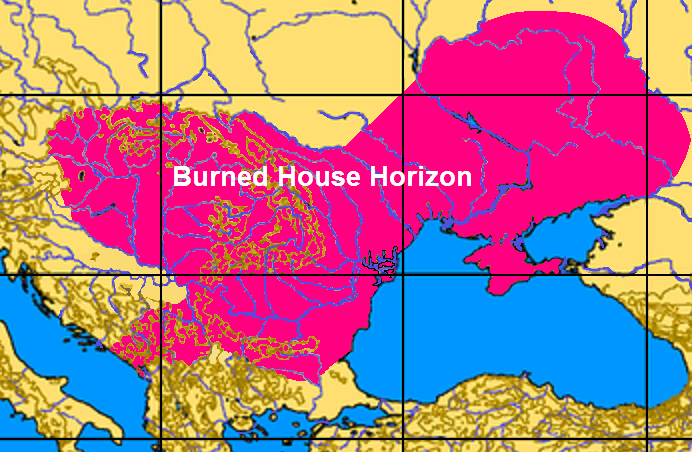

소실가옥 지평(燒失家屋地平, 영어: burned house horizon)은 유럽 신석기 고고학에서 의도적으로 불질러 없앤 것으로 보이는 가옥 유구들이 나타나는 지리적 범위를 말한다. 오늘날의 동남유럽에 해당하며, 기원전 6500년경(해당 지역의 신석기시대 시작 무렵)부터 기원전 2000년경(순동기시대에서 청동기시대로 넘어갈 무렵)까지 소실가옥이 나타난다.
쿠쿠테니-트리필랴 문화가 시간적으로나 공간적으로나 이 소실가옥 지평의 한가운데 위치한다. 이 고고문화에서는 75-80년을 주기로 주거지를 완전히 불질러 없애 버렸다. 그래서 유적지에서 점토가 구워져서 도자기화된 특유의 잔해가 출토된다. 이렇게 도자기화된 흙이 모든 유구에서 또한 엄청나게 많이 발견되기 때문에 단순한 실화일 가능성은 없다.
이 소실가옥들이 의도적으로 방화한 것인지 아닌지 여부는 아직도 정설이 없으나, 의도적인 것일 가능성이 더 높은 것으로 보인다. 그렇다면 왜 이런 가옥 방화가 일종의 전통으로서 이루어진 것인지 의문시되는데, 이에 대해서도 마땅한 정설은 없다.